# Petrodvorec (palác)
Palác Petrodvorec je palác v Rusku, ve městě Petrodvorec, které leží asi 30 kilometrů západně od Petrohradu. Petrodvorec tvoří několik paláců, množství fontán, soch, umělých jezírek a trávníků.

## Popis

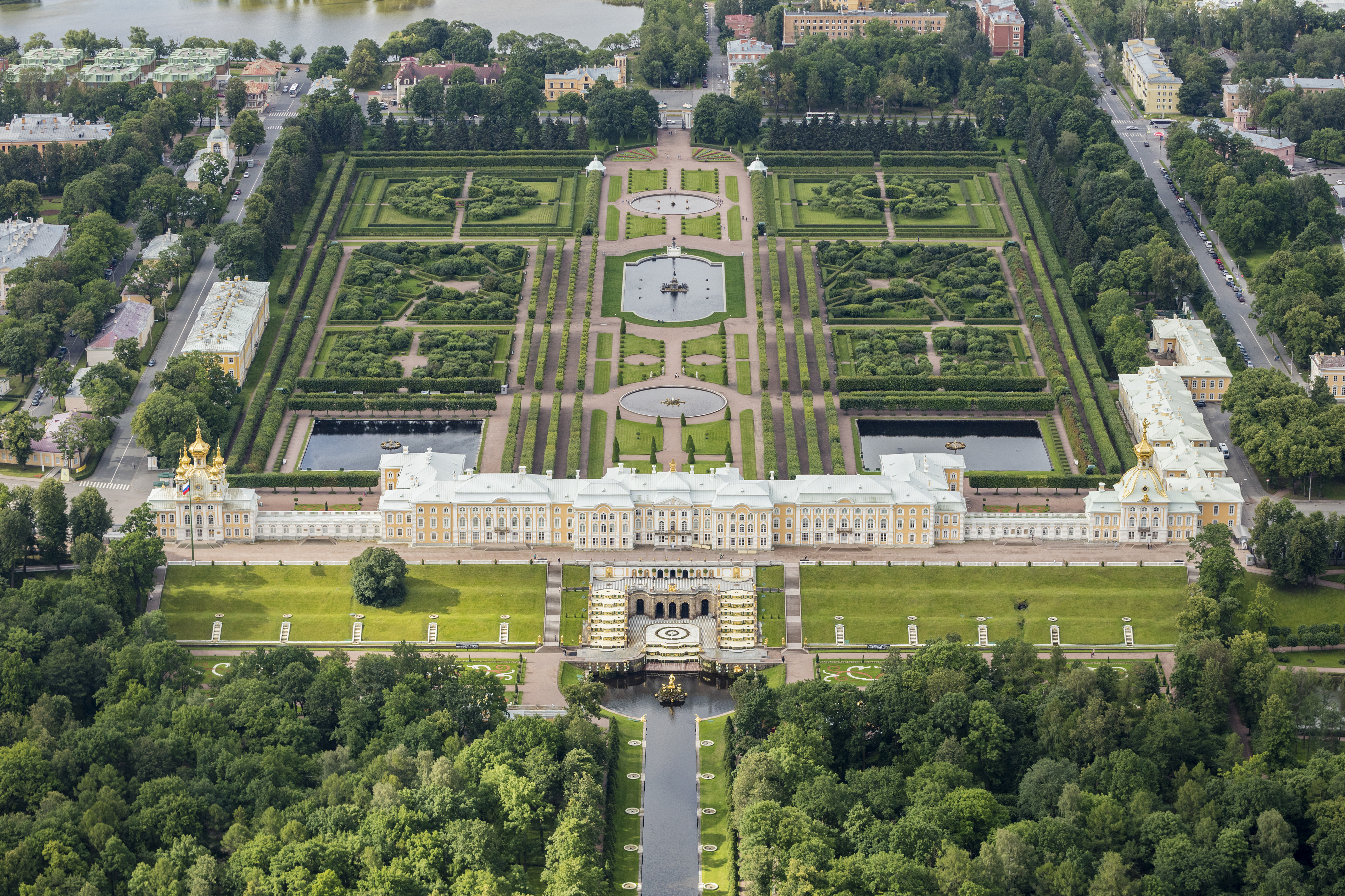
Palác z ptačí perspektivy

Palác je často nazýván "ruské Versailles", podle vzoru sídla francouzských králů byl také budován.
Největší zájem turistů vyvolává barokní Velký palác. V paláci je největší Trůnní sál. Vedle velkého paláce je i menší cihlový palác Monplaisir. K dalším stavbám komplexu patří palác Petra II. či palác Marli. V palácovém parku je celkem 134 fontán. Nejobdivovanějším objektem parku je Velká kaskáda, kterou tvoří 64 fontán, 3 vodopády a 225 soch. Ústřední je sousoší Samsona, který zabíjí lva. Toto sousoší symbolizuje vítězství Petra I. nad Švédy v roce 1709 (bitva u Poltavy). Lev je symbolem Švédského království. Pozoruhodná je také socha Persea s odseknutou hlavou medúzy Gorgony.
K dalším unikátům patří kaskády Zlatá hora, Šachová hora, Římské fontány a fontána Slunce. Palác i s parkovým komplexem se rozkládá na ploše přes 800 hektarů.

## Historie
Palác začal stavět jako carskou rezidenci ruský car Petr I. v roce 1709 poté, co po vítězné válce nad Švédy získal přístup k Baltskému moři. Car Petr I. osobně dohlížel na práce na nové rezidenci. Stavěl se v letech 1714-1728. Autorem architektonického návrhu byl Domenico Trezzini, zahrady vytvořil Alexandre Le Blond. V roce 1752 budovu rozšířil Bartolomeo Rastrelli.
Petrodvorec byl výrazně poničen německými vojáky za druhé světové války. Obnova trvala celou druhou polovinu 20. století. Roku 1990 byl palác zapsán na seznam světového dědictví UNESCO (v rámci položky Historické centrum Petrohradu a související skupiny památek).